# Young Liberals

Logo der jungen Liberalen, 2023

Young Liberals (1993 bis 2008 Liberal Democrat Youth and Students, 2008 bis 2016 Liberal Youth) ist die Jugend- und Studierendenorganisation der britischen Liberal Democrats. Die Mitgliedschaft erfolgt automatisch für Mitglieder der Liberal Democrats unter 26 Jahren sowie optional für Mitglieder zwischen 26 und 30 Jahren.
Auf internationaler Ebene sind die Young Liberals Teil der International Federation of Liberal Youth. Auf europäischer Ebene gehören sie der European Liberal Youth an.
Vorläufige Vorsitzende ist Janey Little (Stand: Januar 2023).